# 曹祐齊
曹祐齊（2003年3月30日—）為一名臺灣棒球選手，司職投手，現效力於中華職棒味全龍。

## 早年
曹祐齊為投手曹竣崵與籃球員傅姿伶之子，弟弟曹祐寧為籃球員。臺北市出身，從小接受棒球訓練，先後就讀福林國小、長安國中。國中畢業後，他選擇就讀大理高中，考量總教練黃文生為父親在美和中學的教練，且在非名校具有更多潛在出賽機會。

## 職業生涯
曹祐齊參加2021年中華職棒選秀會，於第二輪由味全龍指名，簽約金400萬元。11月初，首度於二軍出賽。
2022年5月18日，曹祐齊迎來生涯初登板，在澄清湖棒球場面對富邦悍將，先發3局失3分含2分責失，無關勝敗。
2025年自春訓起，曹祐齊在球速上發揮不良。儘管如此，4月13日球季首場出賽，在臺北大巨蛋客場面對統一獅，先發6局僅被擊出1支安打無失分，終場拿下勝投。

## 外部連結
- 曹祐齊在中華職棒官網
- 曹祐齊在Baseball-Reference.com（小聯盟以及海外聯盟）（英语）
- 曹祐齊的Facebook專頁
- 曹祐齊的Instagram帳戶
- 曹祐齊在台灣棒球維基館上的頁面（繁體中文）